# Гоанца
Гоанца (рум. Goanța) — село у повіті Мехедінць в Румунії. Входить до складу комуни Браніштя.
Село розташоване на відстані 250 км на захід від Бухареста, 50 км на південний схід від Дробета-Турну-Северина, 68 км на захід від Крайови.

## Населення
За даними перепису населення 2002 року у селі проживали 593 особи, усі — румуни. Усі жителі села рідною мовою назвали румунську.